# Olimpíada d'escacs de 1960

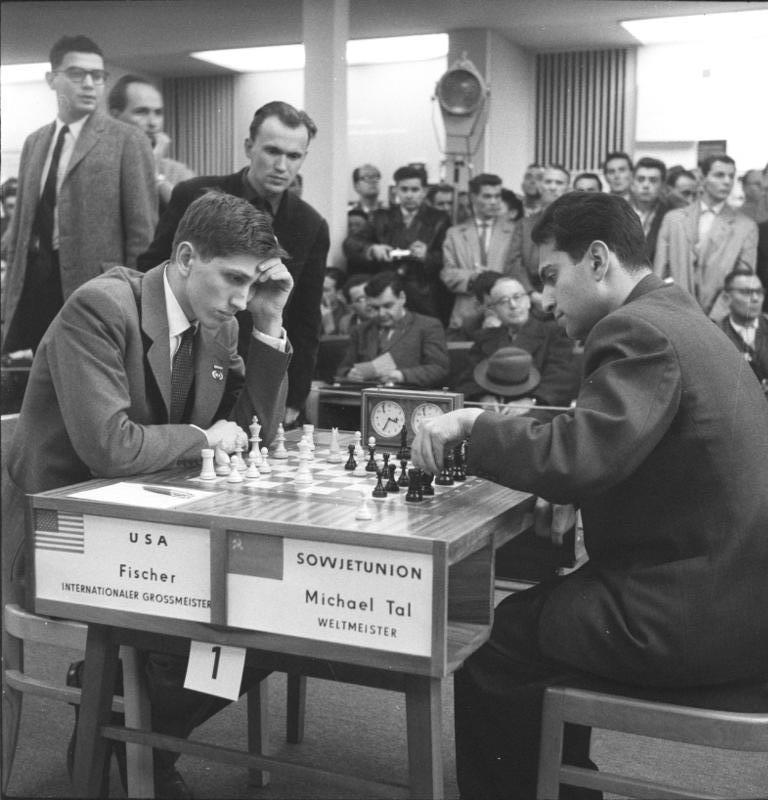
Fischer-Tal, cinquena ronda de la Final A, 1 de novembre de 1960

L'olimpíada d'escacs de 1960 fou la catorzena Olimpíada oficial d'escacs. Organitzada per la FIDE, es va celebrar entre el 26 d'octubre i el 9 de novembre a Leipzig, llavors a la RDA (l'edició anterior havia estat a Múnic, a la RFA). Simultàniament es va organitzar una mostra sobre la història dels escacs, que va tenir gran èxit. L'única competició disputada fou un torneig obert.

## Torneig
Hi participaren 232 jugadors de 40 països, que foren dividits en quatre grups de deu equips; al final de la primera fase es programaren tres finals (una pels tres primers classificats de cada grup, una pels successius tres, i l'última pels altres quatre): com que la Final C era composta per 16 equips en comptes de 12, en comptes d'un round robin es va fer servir el sistema suís, per tal que tots els equips juguessin el mateix nombre de matxs.
L'equip de la Unió Soviètica incloïa quatre jugadors que havien estat o serien campions del món: Tal, Botvínnik, Smislov i Petrossian, el primer tauler dels Estats Units era en canvi un jove (de disset anys) Bobby Fischer: el Gran Mestre Samuel Reshevsky va rebutjar la convocatòria, en negar-se a perdre el primer tauler.

### Primera fase
En el primer grup no hi va haver batalla per les tres primeres posicions, mentre que Indonèsia i Israel van lluitar per accedir en la Final B, plaça que va ser guanyada finalment per aquests últims. En el segon grup, després de la Unió Soviètica i l'Argentina, s'enfrontaren els Països Baixos, Àustria i Polònia per la tercera plaça d'accés a la Final A: per a la classificació dels primers foren decisives dues victòries consecutives per als holandesos: 3,5-0,5 contra Àustria i contra Itàlia a la darrera ronda.
La classificació del grup tres es va decicir quan Txecoslovàquia vencé Suècia per 4-0; a la darrera ronda hi va haver una gran batalla entre Xile, Espanya i Romania, els primers van perdre l'esperança quan van ser derrotats 4-0 pels Estats Units, mentre que els altres dos empataren en l'última ronda, resultat que classificava els romanesos.
A la següent taula, cada columna representa un grup, s'indiquen en negreta els equips classificats per a la Final A, i en cursiva aquells que van participar en la Final B.
| - Albània - Bulgària - Finlàndia - França - RDA - Indonèsia - Israel - Iugoslàvia - Malta - Noruega | - Argentina - Àustria - Filipines - Índia - Itàlia - Mònaco - Països Baixos - Polònia - Portugal - Unió Soviètica | - Bolívia - Txecoslovàquia - Dinamarca - Grècia - Anglaterra - Islàndia - Mongòlia - Suècia - Tunísia - Hongria | - Bèlgica - Xile - Cuba - Equador - RFA - Irlanda - Líban - Romania - Espanya - Estats Units |

### Segona fase
La medalla d'or va ser per als soviètics, que abassegaren a la competició en les primeres rondes, vencent els seus rivals més temuts (Iugoslàvia, els Estats Units, Hongria i Argentina - el dos últims per a 3,5 a 0,5) en les primeres rondes. El seu triomf va ser realçat per medalles individuals: tots els jugadors va guanyar una medalla, i quatre d'elles d'or. Els Estats Units foren segons sense arriscar massa, cinc punts rere els soviètics, però amb un avantatge de dos punts sobre els iugoslaus, que van obtenir el bronze.
El resultat de l'Argentina, va ser més aviat decebedor, ja que només va aconseguir el vuitè lloc, mentre que els amfitrions de la República Democràtica Alemanya ho feren pitjor que l'anterior edició, tot passant de la sisena a la novena posició, i quedarren darrere els alemanys de l'oest.

### Resultats absoluts

#### Final A
| Pos.              | Equip          | Jugadors | Punts |
| ----------------- | -------------- | --- | ----- |
| Medalla d'or      | Unió Soviètica | GM Mikhaïl Tal, GM Mikhaïl Botvínnik, GM Paul Keres, GM Víktor Kortxnoi, GM Vassili Smislov, GM Tigran Petrossian   | 34    |
| Medalla de plata  | Estats Units   | GM Robert Fischer, GM William Lombardy, MI Robert Byrne, GM Artur Bisguier, GM Nicolas Rossolimo, Raymond Weinstein | 29    |
| Medalla de bronze | Iugoslàvia     | GM Svetozar Gligorić, GM Aleksandar Matanović, GM Borislav Ivkov, MI Mario Bertok, Mato Damjanović, Milan Vukčević  | 27    |
| 4                 | Hongria        | GM László Szabó, MI Lajos Portisch, GM Gedeon Barcza, MI István Bilek, Levente Lengyel, MI Gyula Kruger             | 22,5  |
| 5                 | Txecoslovàquia | GM Luděk Pachman, GM Miroslav Filip, MI Jiří Fichtl, Vlastimir Hort, MI Július Kozma, Maximilián Ujtelky            | 21,5  |
| 6                 | Bulgària       | MI Milko Bobotsov, Nikola Padevsky, MI Oleg Neikirch, MI Atanas Kolarov, MI Nikolai Minev, MI Zdravko Milev         | 21    |
| 7                 | Argentina      | GM Miguel Najdorf, GM Erich Elikases, MI Bernardo Wexler, Osvaldo Bazán, Samuel Schweber, Alberto Foguelman         | 20,5  |
| 8                 | RFA            | GM Wolfgang Unzicker, GM Lothar Schmidt, MI Klaus Darga, Heinz Lehmann, Wolfram Bialas, MI Gerhard Pfeiffer         | 19,5  |

#### Final B
| Pos. | Equip   | Jugadors                                                                                                | Punts |
| ---- | ------- | --- | ----- |
| 13   | Suècia  | GM Gideon Ståhlberg, MI Erik Lundin, Martin Johansson, Zandor Nilsson, Kristian Sköld, Sven Buskenström | 27,5  |
| 14   | Israel  | MI Yosef Porath, MI Moshe Czerniak, Izak Aloni, Raaphi Persitz, Yair Kraidman, Emanuel Guthi            | 26,5  |
| 15   | Àustria | MI Karl Robatsch, MI Alfred Beni, MI Josef Lovkenc, Karl Janetschek, Kurt Kaliwoda, Werner Groiss       | 24,5  |

#### Final C
La final C es jugà per sistema suís per tal que es jugués el mateix nombre de partides que a les altres finals.
| Pos. | Equip     | Jugadors | Punts |
| ---- | --------- | --- | ----- |
| 25   | Filipines | Florencio Campomanes, Melitón Borja, Renato Naranja, Ruben Rejes, Edgar De Castro, Villanueva, Secundino Avecilla | 28,5  |
| 26   | Indonèsia | Max Wotulo, Arovah Bachtiar, Baswedan, Tan Hiong Liong, Hasian Panggabenan                                        | 27,5  |
| 27   | Mongòlia  | Naidan Namzhil, Suren Momo, Gonchich Chalkhasuren, Lhamsuren Myagmarsuren, Baldandorsh, G. Badamgarav             | 27,5  |

### Resultats individuals

#### Primer tauler
|                   | Jugador           | País           | Final | Punts | Partides | Percentatge |
| ----------------- | ----------------- | -------------- | ----- | ----- | -------- | ----------- |
| "                 | MI Karl Robatsch  | Àustria        | B     | 13,5  | 16       | 84,4        |
| Medalla de plata  | GM Mikhaïl Tal    | Unió Soviètica | A     | 11    | 15       | 73,3        |
| Medalla de bronze | GM Robert Fischer | Estats Units   | A     | 13    | 18       | 72,2        |

#### Segon tauler
|                   | Jugador                  | País           | Final | Punts | Partides | Percentatge |
| ----------------- | ------------------------ | -------------- | ----- | ----- | -------- | ----------- |
| Medalla d'or      | GM Mikhaïl Botvínnik     | Unió Soviètica | A     | 10,5  | 13       | 80,8        |
| Medalla de plata  | Arinbjörn Guðmundsson    | Islàndia       | B     | 11,5  | 16       | 71,9        |
| Medalla de bronze | MI Artur Pomar Salamanca | Espanya        | B     | 8,5   | 12       | 70,8        |

#### Tercer tauler
|                   | Jugador           | País           | Final | Punts | Partides | Percentatge |
| ----------------- | ----------------- | -------------- | ----- | ----- | -------- | ----------- |
| Medalla d'or      | GM Paul Keres     | Unió Soviètica | A     | 10,5  | 13       | 80,8        |
| Medalla de plata  | MI Robert Byrne   | Estats Units   | A     | 12    | 15       | 80          |
| Medalla de bronze | GM Borislav Ivkov | Iugoslàvia     | A     | 12    | 16       | 75          |

#### Quart tauler
|                   | Jugador                | País           | Final | Punts | Partides | Percentatge |
| ----------------- | ---------------------- | -------------- | ----- | ----- | -------- | ----------- |
| Medalla d'or      | Lhamsuren Myagmarsuren | Mongòlia       | C     | 16,5  | 20       | 82,5        |
| Medalla d'or      | Tan Hiong Liong        | Indonèsia      | C     | 16,5  | 20       | 82,5        |
| Medalla de bronze | GM Víktor Kortxnoi     | Unió Soviètica | A     | 10,5  | 13       | 80,8        |

#### Cinquè tauler (primer suplent)
|                  | Jugador            | País           | Final | Punts | Partides | Percentatge |
| ---------------- | ------------------ | -------------- | ----- | ----- | -------- | ----------- |
| Medalla d'or     | GM Vassili Smislov | Unió Soviètica | A     | 11,5  | 13       | 88,5        |
| Medalla de plata | Mato Damjanović    | Iugoslàvia     | A     | 7     | 10       | 70          |
| Medalla de plata | Samuel Schweber    | Argentina      | A     | 7     | 10       | 70          |

#### Sisè tauler (segon suplent)
|                   | Jugador              | País           | Final | Punts | Partides | Percentatge |
| ----------------- | -------------------- | -------------- | ----- | ----- | -------- | ----------- |
| Medalla d'or      | GM Tigran Petrossian | Unió Soviètica | A     | 12    | 13       | 92,3        |
| Medalla de plata  | Emanuel Guthi        | Israel         | B     | 9     | 13       | 69,2        |
| Medalla de bronze | MI Gyula Kluger      | Hongria        | A     | 6,5   | 10       | 65          |